# 宮島新三郎
宮島 新三郎（みやじま しんざぶろう、1892年1月28日 - 1934年2月27日）は、日本の文芸評論家、英文学者。

## 経歴
埼玉県出身。早稲田大学英文科卒。大学の同じクラスには植村宗一（直木三十五）、木村毅、田中純、西条八十、青野季吉、細田源吉、細田民樹らがいた。
島村抱月に師事し、各国文学の翻訳を行うほか現代日本文学の評論も行い、1927年早大教授。

## 著書
- 近代文明の先駆者　杜翁全集刊行会 1921
- 改造思想十二講 相田隆太郎共著 新潮社 1922.12
- 短篇小説新研究 新詩壇社 (芸術研究叢書) 1924
- 芸術改造の序曲 早稲田泰文社 1925
- 明治文学十二講 新詩壇社 1925
- 大正文学十四講 新詩壇社 1926
- イギリス魂 文明協会 1927
- 現代英国文芸印象記 三省堂 1929
- 文芸批評史 春秋文庫 1929
- 現代文芸思潮概説 三省堂 1931
- 現代文芸思潮 東京出版社 1934
- 明治文学概論 遺稿 東京出版社 1934

## 翻訳
- 犠牲 ダンヌンツイオ 新潮社 1920
- トルストイの生涯 ロマン・ロラン 杜翁全集刊行会 1921
- モウパッサン全集 第6巻 白と青・夜・田舎の旅・マドモアゼルフイフイ 天佑社 1922
- 人生論 トルストイ 春秋社 1922
- 三人 ゴオルキイ全集 第6巻 日本評論社 1922
- トルストイ全集 第1巻 青年時代 トルストイ全集刊行会 1924
- 虹 デイ・エイチ・ローレンス 柳田泉共訳 新潮社 1924
- 吾が日吾が夢 カアペンター 大日本文明協会事務所 1924
- トルストイ著作選集 第3輯 両性論 新詩壇社 1925
- トルストイ全集 第9巻 人生論 トルストイ全集刊行会 1925
- トルストイ全集 第8 イワン・イリッチの死 トルストイ全集刊行会 1927
- アンツー・ヂス・ラスト ラスキン 世界大思想全集 第31巻 春秋社 1929
- 世界文学全集 第29巻 テス トマス・ハーディ著 青春 ジョセフ・コンラッド 新潮社 1929
- 夜会服 ハーゲスハイマー アメリカ尖端文学叢書 第2巻 新潮社 1930
- 文明論 カアペンタア 世界大思想全集 第32巻 春秋社 1930
- 離婚法案 クレメンス・デーン 新思想社出版部 1931
- トーノ・バンゲイ エイチ・ジイ・ウェルズ 世界文学全集 新潮社 1931
- 遥かに狂乱の群を離れて トマス・ハーデイ 春陽堂 1933 のち ゆまに書房から復刊
- 英国に於ける自然主義 ブランデス 春秋文庫 1933
- カスターブリッヂの市長 ハーデイ 春陽堂 1934 のち ゆまに書房から復刊